# Carlo Zinelli
Carlo Zinelli (San Giovanni Lupatoto, 2 luglio 1916 – Chievo, 27 gennaio 1974) è stato un pittore italiano, esponente dell'Art Brut.

## Biografia
Zinelli nasce nella provincia di Verona e con la famiglia si sposta in città nel 1934. Attorno ai diciotto anni comincia ad appassionarsi alla musica, passione che lo accompagnerà tutta la vita, spesso presente nei suoi deliri oratori, composti ritmicamente.
Nel 1936 termina il servizio militare, nel '38 viene arruolato nel battaglione Trento e nel 1939 si imbarca a Napoli per partecipare, come volontario, alla guerra civile spagnola.
Ma la sua personalità schizofrenica si rivelò proprio in quegli anni, venne quindi subitamente rilevato dal servizio dopo soli due mesi con licenza straordinaria e rimane convalescente fino al 16 maggio 1941. Rinchiuso quindi presso il manicomio di S. Giacomo Alla Tomba nel 1947, subisce dieci duri anni di isolamento pressoché totale.
La vita di Carlo Zinelli subisce allora una prodigiosa svolta verso la fine degli anni cinquanta, quando lui e altri venti pazienti vengono ammessi all'atelier di pittura creato dallo scultore irlandese Michael Noble, da quello italiano Pino Castagna, dallo psichiatra Vittorino Andreoli e dal direttore di allora Cherubino Trabucchi. In questo atelier, i pazienti furono incoraggiati a dipingere o scolpire liberamente.
Completamente assorbito dal suo nuovo lavoro, e pieno di entusiasmo, Carlo Zinelli disegna e colora per otto ore al giorno. Questa cura ergoterapica pare avere degli ottimi benefici sul suo stato generale e valutazioni cliniche confermano il suo migliorato comportamento. Nel 1963 Carlo Zinelli sarà l'unico italiano a vedere esposte le sue opere nella mostra dal titolo “Insania Pingens” organizzata a Berna in Svizzera, dove attira l'attenzione di storici dell'arte vicini a Jean Dubuffet, fondatore e scopritore dell'Art Brut.
Nel 1969, l'ospedale psichiatrico trasloca in una nuova sede in periferia a Marzana. Disorientato dalla novità, Zinelli quasi smette di dipingere e la morte lo porta via, in questa fase depressa, nel gennaio del 1974. 
Il suo enorme contributo artistico comprende quasi 2.000 dipinti ed alcune sculture. I dipinti sono quasi tutti realizzati su fogli bianchi, essenzialmente negli anni che vanno dal 1962 al 1968.
Lavori basati sull'uso di colori puri con soggetti che raccontano la storia della sua infanzia nel paese, frequentemente numerose figure accalcate per coprire lo sfondo intero in uno stile orrorifico. Le sue figure umane sono forme solide ritratte sempre di profilo, spesso con grandi buchi a rappresentare gli occhi o altre parti anatomiche.
A lui è stata dedicata una Fondazione.